# Anolis subocularis
Espèce
Synonymes
- Norops subocularis (Davis, 1954)

Statut de conservation UICN

 DD  : Données insuffisantes
Anolis subocularis est une espèce de sauriens de la famille des Dactyloidae.

## Répartition
Cette espèce est endémique du Guerrero au Mexique.

## Étymologie
Le nom spécifique subocularis fait référence au fait que les écailles suboculaires sont séparées des écailles supralabiales de cette espèce.